# Kaitasaari (ö i Birkaland, Södra Birkaland)
Kaitasaari är en ö i Finland. Den ligger i sjön Mallasvesi och i kommunen Valkeakoski i den ekonomiska regionen  Södra Birkaland och landskapet Birkaland, i den södra delen av landet, 130 km norr om huvudstaden Helsingfors. Öns area är 3,3 hektar och dess största längd är 420 meter i öst-västlig riktning.